# Уганда на летних Олимпийских играх 2012
Уганда принимала участие в летних Олимпийских играх 2012 года, которые проходили в Лондоне (Великобритания) с 27 июля по 12 августа, где её представляли 15 спортсменов в четырёх видах спорта. На церемонии открытия Олимпийских игр флаг Уганды нёс пловец Ганзи Мугула.
Летние Олимпийские игры 2012 для Уганды стали успешными — впервые с 1972 года была завоёвана золотая медаль. «Золото» завоевал легкоатлет Стивен Кипротич, ставший лучшим в марафоне. В неофициальном медальном зачёте Уганда заняла 50-е место. На этой Олимпиаде не участвовал ни один представитель Уганды в боксе, что является первым случаем с 1956 года.

## Медали
| Золото |                 |                                    |            |
| №      | Спортсмены      | Вид спорта (дисциплина)            | Дата       |
| 1      | Стивен Кипротич | Лёгкая атлетика (мужчины, марафон) | 12 августа |

## Состав и результаты

### Бадминтон
Мужчины
| Соревнование     | Спортсмены    | Отборочный раунд           | Отборочный раунд             | Отборочный раунд | 1/8 финала            | Четвертьфинал         | Полуфинал             | Финал                 | Место |
| Соревнование     | Спортсмены    | Соперник Результат         | Соперник Результат           | Место            | Соперник Результат    | Соперник Результат    | Соперник Результат    | Соперник Результат    | Место |
| ---------------- | ------------- | -------------------------- | ---------------------------- | ---------------- | --------------------- | --------------------- | --------------------- | --------------------- | ----- |
| Одиночный разряд | Эдвин Экиринг | Группа F                   | Группа F                     | Группа F         | Завершили выступление | Завершили выступление | Завершили выступление | Завершили выступление | 33    |
| Одиночный разряд | Эдвин Экиринг | HKGВо Винъки П 10:21, 8:21 | FRAБ. Леверде П 12:21, 11:21 | 3                | Завершили выступление | Завершили выступление | Завершили выступление | Завершили выступление | 33    |

### Лёгкая атлетика
Мужчины
Беговые виды
| Соревнование                | Спортсмены         | Отборочный раунд | Отборочный раунд | Отборочный раунд | Полуфинал            | Полуфинал            | Полуфинал            | Финал                | Финал                |
| Соревнование                | Спортсмены         | Забег            | Результат        | Место            | Забег                | Результат            | Место                | Результат            | Место                |
| --------------------------- | ------------------ | ---------------- | ---------------- | ---------------- | -------------------- | -------------------- | -------------------- | -------------------- | -------------------- |
| 800 метров                  | Джулиус Мутеканга  | 7                | 1:48,41          | 5                | Завершил выступление | Завершил выступление | Завершил выступление | Завершил выступление | Завершил выступление |
| 5000 метров                 | Мозес Кипсиро      | 2                | 13:17,68         | 7                | Не проводится        | Не проводится        | Не проводится        | 13:52,25             | 15                   |
| 5000 метров                 | Абрахам Киплимо    | 2                | 13:31,57         | 15               | Не проводится        | Не проводится        | Не проводится        | Завершил выступление | Завершил выступление |
| 5000 метров                 | Джофри Кусуро      | 1                | 13:59,74         | 18               | Не проводится        | Не проводится        | Не проводится        | Завершил выступление | Завершил выступление |
| 10 000 метров               | Мозес Кипсиро      | Не проводится    | Не проводится    | Не проводится    | Не проводится        | Не проводится        | Не проводится        | 27:39,22             | 10                   |
| 10 000 метров               | Томас Айеко        | Не проводится    | Не проводится    | Не проводится    | Не проводится        | Не проводится        | Не проводится        | 27:58,96             | 16                   |
| 3000 метров с препятствиями | Бенджамин Киплагат | 1                | 8:18,44          | 6                | Не проводится        | Не проводится        | Не проводится        | DSQ                  | DSQ                  |
| 3000 метров с препятствиями | Джейкоб Апартани   | 2                | 8:35,85          | 7                | Не проводится        | Не проводится        | Не проводится        | Завершил выступление | Завершил выступление |

Шоссейные виды
| Соревнование | Спортсмены      | Результат | Место |
| ------------ | --------------- | --------- | ----- |
| Марафон      | Стивен Кипротич | 2:08:01   | 1     |

Женщины
Беговые виды
| Соревнование                | Спортсмены      | Отборочный раунд | Отборочный раунд | Отборочный раунд | Полуфинал             | Полуфинал             | Полуфинал             | Финал                 | Финал                 |
| Соревнование                | Спортсмены      | Забег            | Результат        | Место            | Забег                 | Результат             | Место                 | Результат             | Место                 |
| --------------------------- | --------------- | ---------------- | ---------------- | ---------------- | --------------------- | --------------------- | --------------------- | --------------------- | --------------------- |
| 1500 метров                 | Джанет Акола    | 3                | 4:11,64          | 11               | Завершила выступление | Завершила выступление | Завершила выступление | Завершила выступление | Завершила выступление |
| 3000 метров с препятствиями | Доркус Инзикуру | 3                | 9:35,29          | 7                | Не проводится         | Не проводится         | Не проводится         | Завершила выступление | Завершила выступление |

Шоссейные виды
| Соревнование | Спортсмены  | Результат | Место |
| ------------ | ----------- | --------- | ----- |
| Марафон      | Джейн Сууто | 2:44:46   | 93    |

### Плавание
Мужчины
| Соревнование             | Спортсмены   | Отборочный раунд | Отборочный раунд | Отборочный раунд | Полуфинал             | Полуфинал             | Полуфинал             | Финал                 | Финал                 | Итоговое место |
| Соревнование             | Спортсмены   | Заплыв           | Результат        | Место            | Заплыв                | Результат             | Место                 | Результат             | Место                 | Итоговое место |
| ------------------------ | ------------ | ---------------- | ---------------- | ---------------- | --------------------- | --------------------- | --------------------- | --------------------- | --------------------- | -------------- |
| 50 метров вольным стилем | Ганзи Мугула | 2                | 27,58            | 5                | Завершила выступление | Завершила выступление | Завершила выступление | Завершила выступление | Завершила выступление | 53             |

Женщины
| Соревнование             | Спортсмены      | Отборочный раунд | Отборочный раунд | Отборочный раунд | Полуфинал             | Полуфинал             | Полуфинал             | Финал                 | Финал                 | Итоговое место |
| Соревнование             | Спортсмены      | Заплыв           | Результат        | Место            | Заплыв                | Результат             | Место                 | Результат             | Место                 | Итоговое место |
| ------------------------ | --------------- | ---------------- | ---------------- | ---------------- | --------------------- | --------------------- | --------------------- | --------------------- | --------------------- | -------------- |
| 50 метров вольным стилем | Джамила Лункусе | 5                | 28,44            | 8                | Завершила выступление | Завершила выступление | Завершила выступление | Завершила выступление | Завершила выступление | 52             |

### Тяжёлая атлетика
Мужчины
| Соревнование | Спортсмены      | Рывок     | Рывок | Толчок    | Толчок | Всего | Место |
| Соревнование | Спортсмены      | Результат | Место | Результат | Место  | Всего | Место |
| ------------ | --------------- | --------- | ----- | --------- | ------ | ----- | ----- |
| до 62 кг     | Чарльз Ссекуайя | 105       | 14    | 130       | 13     | 235   | 13    |